# Leonardo Fea
Leonardo Fea (24 de julio de 1852-27 de abril de 1903) fue un zoólogo, naturalista, pintor y explorador italiano.
Nació en Turín, y trabajó como asistente del Museo Civico di Storia Naturale di Genova, el museo de Historia Natural de Génova. Realizó varios viajes para recoger muestras zoológicas, incluyendo en Birmania (1885), Cabo Verde (1898), las islas del Golfo de Guinea (1899/1900) y África Occidental Portuguesa. Pasó cuatro años en Birmania, donde acumuló grandes colecciones de insectos y aves. Había planeado una expedición en Malasia, pero su mal estado de salud le obligó a elegir una región con un clima más seco, y por lo tanto viajó a las islas de Cabo Verde. Bien que estaba decepcionado por la cantidad de fauna que encontró en este archipelago, logró recolectar 47 especies de aves, 11 de las cuales eran nuevas para las islas. Sus colecciones se conservan en el museo de Génova.
Durante su estancia en Cabo Verde, Fea recogió un ejemplar de un petrel desconocido, que posteriormente, en 1899, fue nombrado Pterodroma feae por su amigo Tommaso Salvadori.

## Honores

### Eponimia
Varias especies han sido nombrados en conmemoración de su obra como naturalista y zoólogo:
- Brachytarsophrys feae (Boulenger, 1887)[2]
- Azemiops feae Boulenger, 1888[3]
- Muntiacus feae (Thomas & Doria 1889)
- Cyrtodactylus feae (Boulenger, 1893)[3]
- Pterodroma feae (Salvadori, 1899)
- Cynisca feae (Boulenger, 1906)[3]
- Letheobia feae (Boulenger, 1906)[3]
- Trioceros feae (Boulenger, 1906)[3]

## Abreviatura (zoología)
La abreviatura Fea  se emplea para indicar a Leonardo Fea como autoridad en la descripción y taxonomía en zoología.